# Villiers-le-Bel
Villiers-le-Bel är en kommun i departementet Val-d'Oise i regionen Île-de-France i norra Frankrike. Kommunen ligger i kantonen Villiers-le-Bel som tillhör arrondissementet Sarcelles. År 2022 hade Villiers-le-Bel 29 238 invånare.

## Befolkningsutveckling
Antalet invånare i kommunen Villiers-le-Bel
| Referens: INSEE |